# Himalajafischuhu
Der Himalajafischuhu (Ketupa flavipes) ist eine Art aus der Familie der eigentlichen Eulen. Er kommt ausschließlich in Südostasien vor.

## Merkmale
Die Tiere haben eine Körperlänge von 48 bis 58 Zentimetern. Auf der Körperoberseite sind Himalajafischuhus rötlichbraun bis rötlich. Das Körperobergefieder weist außerdem breite, dunkle Längsstreifen auf. Die Skapularen sind blass ockerfarben und bilden eine auffällige blasse Linie in der Schulterregion. Die Flügel und der Schwanz sind dunkelbraun mit cremefarbenen Streifen. Augenbrauen, Stirn und Kehle sind weißlich. Die Federohren sind eher horizontal als vertikal ausgerichtet. Die Läufe sind verhältnismäßig lang und im oberen Drittel befiedert.
Verwechslungsmöglichkeiten bestehen mit dem Sunda-Fischuhu. Dieser ist allerdings insgesamt bräunlicher.

## Verbreitung und Lebensraum
Der Himalajafischuhu kommt vom Himalaya in Nordindien bis nach Nepal, Bhutan und Assam sowie dem Nordosten von Bangladesch vor. Er besiedelt außerdem den Südosten und die Mitte Chinas sowie Taiwan. Sein Verbreitungsgebiet erstreckt sich von da aus bis in den Norden von Myanmar und Laos sowie nach Vietnam. Er ist ein Standvogel, der bevorzugt in Wäldern lebt. Er kommt in Höhenlagen bis zu 1.500 m in Nepal und bis zu 2.450 m im Norden Indiens vor.

## Lebensweise
Unter allen Fischuhus ist der Himalajafischuhu der kräftigste. Er ist in der Dämmerung am aktivsten, jagt häufig aber auch während des Tages, wenn er Junge großzieht. Er jagt bevorzugt entlang von Strömen. Entsprechend besteht sein Nahrungsspektrum zu einem großen Teil aus Fischen, Krebsen und Fröschen. Er jagt außerdem häufig Bambusratten. Auf Grund seiner Körperkräfte ist er jedoch auch in der Lage, Fasane zu schlagen.
Über seine Brutbiologie ist verhältnismäßig wenig bekannt. In Indien brütet er im Zeitraum November bis Februar. Im Assam brütet er überwiegend im Zeitraum Dezember bis Februar. Das Gelege besteht normalerweise aus zwei Eiern.

## Belege

### Einzelbelege
1. 1 2  König et al., S. 346.